# Item 47
Item 47 (Br: Artigo 47) é um curta-metragem estadunidense de 2012 lançado diretamente em vídeo baseado na organização S.H.I.E.L.D.(Superintendência Humana de Intervenção, Espionagem, Logística e Dissuasão) da Marvel Comics, produzido pelo Marvel Studios e distribuído pela Walt Disney Studios Home Entertainment no home video de Os Vingadores. É uma sequência spin-off de Os Vingadores, e o terceiro filme da série de curtas-metragens Marvel One-Shots. O filme é dirigido por Louis D'Esposito, com roteiro de Eric Pearson, e ambientado no Universo Cinematográfico Marvel, compartilhando a continuidade com os filmes da franquia. É estrelado por Lizzy Caplan, Jesse Bradford, Maximiliano Hernández e Titus Welliver, com Hernández reprisando seu papel da série de filmes. Em Item 47, um casal se depara com uma arma Chitauri e usam ela para cometer crimes.
O curta ajudou a ABC a encomendar uma série de televisão spin-off, Agents of S.H.I.E.L.D., que foi exibida de setembro de 2013 a agosto de 2020.

## Enredo
Bennie e Claire, um casal sem muita sorte, encontra uma arma Chitauri ("Item 47") descartada que foi deixada para trás no ataque a Nova York em Os Vingadores. O casal usa ela para assaltar alguns bancos, chamando a atenção da S.H.I.E.L.D., que ordena os agentes Sitwell e Blake a recuperar a arma e "neutralizar" o casal. Agente Sitwell segue o casal até um quarto de hotel que fica destruído no confronto subsequente, e o dinheiro roubado é destruído. Em vez de matar o casal, Sitwell convida eles a participar da S.H.I.E.L.D, com Bennie contratado para fazer engenharia reversa da tecnologia Chitauri, e Claire se torna assistente de Blake.

## Elenco e personagens
- Lizzy Caplan como Claire Wise.[2]
- Jesse Bradford como Bennie Pollack.[2]
- Maximiliano Hernández como Jasper Sitwell.[2]
- Titus Welliver como Blake.[2]

## Produção
Item 47 foi dirigido pelo co-presidente da Marvel Studios, Louis D'Esposito, escrito por Eric Pearson, e com trilha sonora composta por Christopher Lennertz. O curta-metragem, que foi filmado ao longo de quatro dias, tem um tempo de duração de 12 minutos, mais tempo do que os filmes anteriores, que não tem mais de 4 minutos. Pearson e D'Esposito tiveram a ideia do curta depois de assistirem Os Vingadores e pensar, "Nova York está uma bagunça. Deve haver armas em todos os lugares".

## Lançamento
Item 47 foi lançado no Blu-ray de Os Vingadores em 25 de setembro de 2012. Ele foi incluído no disco de bônus do box set "Marvel Cinematic Universe: Phase Two Collection", que inclui todos os filmes da Fase Dois do Universo Cinematográfico Marvel, assim como os outros curta-metragens da Marvel. A coleção tem comentários em áudio de D'Esposito, Hernandez, Welliver e Bradford, e foi lançado em 08 de dezembro de 2015.

## Recepção
Andre Dellamorte, do Collider, chamou Item 47 de "bobo". William Bibbiani, do CraveOnline, disse: "O curta é em grande parte um sucesso: Hernandez, Bradford e Caplan estão todos em boa forma embora, Welliver parece sobrecarregado com um diálogo um pouco desajeitado, particularmente no que diz respeito à Coulson, que não vende completamente". Spencer Terry, do Superhero Hype!, disse: "[Item 47] é facilmente o melhor que eles fizeram, e eu acho que pode ser atribuído a sua duração considerando que é três vezes mais longo do que os outros curtas. Com mais tempo de duração, o curta-metragem não teve que se apressar para nos mostrar tudo o que ele quer - obtemos uma compreensão clara tanto da perspectiva da S.H.I.E.L.D dos eventos quanto do ponto de vista dos ladrões".

## Série de televisão
O diretor executivo da Disney, Bob Iger, deu sinal verde para uma série de televisão baseada na S.H.I.E.L.D. na ABC, depois de assistir Item 47. Criada por Joss Whedon, em colaboração com Jed Whedon e Maurissa Tancharoen, Marvel's Agents of S.H.I.E.L.D foi oficialmente encomendada em maio de 2013. Welliver, tendo sido introduzido no curta-metragem, reprisa seu papel durante a primeira e terceira temporada como ator convidado.